# Ущелина Сахарна

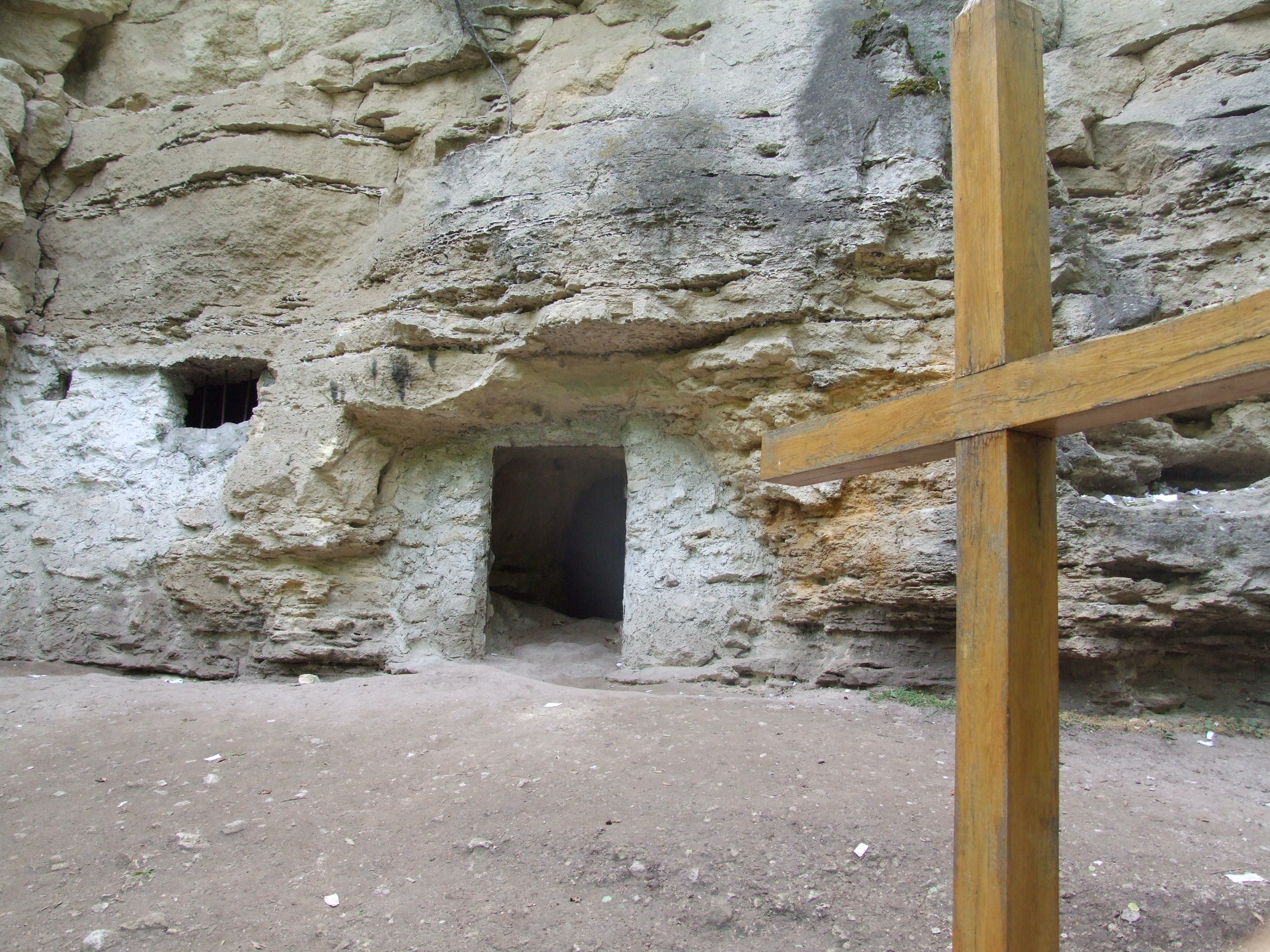

Ущелина Сахарна — унікальна за своїми природними та історико-культурними особливостям ланка товтр Прута, що простягнулися по всій Молдові. Проте якщо більша частина ущелин цього рифового ланцюга уславилися своїми печерами і гротами, то ущелина Сахарна відома в туристичних колах як місце будівництва чудового Троїцького монастиря. Останній являє собою визнаний в даний час історико-архітектурний пам'ятник країни.
Ущелина Сахарна розташована поблизу Дністра, від Кишинева до Сахарної 110 км. Ще здалеку видно сіру скелю цієї ущелини, що височіє над всією рештою території. Ця скеля, з якого боку не подивися, своїми обрисами нагадує середньовічний палац. У скелі навіть видовбані вікна — чорні провалля в невідомість. Місцеві жителі давним-давно прозвали цю скелю «Гримідон». Сягає своїм корінням в далеке минуле і прислів'я, відоме в усій окрузі, його молдавани повторюють щоранку при погляді на сіру скелю: «Гримідон на місці — отже все гаразд».
Назва ж Сахарна рифовий комплекс отримав від річки Сахарна, що протікає тут, вона в компанії з іншою річкою — Стохна, перетинає східні схили височин. Спільними зусиллями ці два водних потоки буквально пробили ущелину завглибшки близько 160–175 метрів і довжиною близько 16 км. Сьогодні тільки ущелина й залишилася від річок, оскільки їх водотік вичерпався настільки, що місцями його можна просто перейти по камінцях, навіть ноги не замочивши. В цілому ж дно ущелини усіяне камінням різної форми і величини. Але дно каньйону — ще не найцікавіше, в усякому разі — не в цьому місці. В глибині ущелини утворилася ціла мережа водоспадів — ось що справді зачаровує. Тут можна нарахувати 22 каскади. Максимальна висота місцевих каскадів — 4 метри. Найвищий водоспад під собою пробив котлован завглибшки 10 м, його прозвали «Ямою цигана».
Верхня частина ущелини Сахарна являє собою трикутної форми рівнину, вистелену зеленими травами. Тут розташовується ще один історико-культурний пам'ятник району — давня гетська фортеця. До неї практично неможливо підступитися — з двох боків урвище, а з третього — крутий земляний вал.
Що стосується Троїцького монастиря, то він повністю вирізаний у скелі і являє собою пам'ятник XIV–XV століття. Сьогодні ходи і зали цього монастиря у великій кількості населені кажанами, невеликими хижаками і деякими нічними птахами. Поблизу від стін монастиря були виявлені древні келії ченців, аналогічним чином вирубані в скелях. Також зовсім поруч знаходиться і діючий монастир — чоловічий монастир Пресвятої Трійці. До нього щорічно стікаються сотні і тисячі прочан, всі вони йдуть вклонитися святим мощам преподобного Макарія, що зберігаються тут.
Для віруючих об'єктом поклоніння в межах природного комплексу Ущелина Сахарна також є скелі з відбитком ноги Божої Матері. Легенда свідчить, що Схієромонаху Варфоломію, виконуючому обов'язки намісника старого скельного монастиря, на цій скелі привидівся світлий образ Богородиці. Наблизившись до місця видіння, монахи побачили на скелі слід від ноги. Він відразу ж був розцінений як знак божественної чистоти цього місця.